# Idiodes rinata
Idiodes rinata là một loài bướm đêm trong họ Geometridae.